# تويورا
تويورا  هي بلدية في اليابان، وبلدة في اليابان، تقع في Iburi Subprefecture ‏، بلغ عدد سكانها 4,056  نسمة وذلك حسب إحصائيات سنة 2018.